# رون سمايلي
رون سمايلي (بالإنجليزية: Ron Smillie)‏ هو لاعب كرة قدم بريطاني، ولد في 27 سبتمبر 1933 في Grimethorpe ‏ في المملكة المتحدة، وتوفي في 17 أغسطس 2005 في Broomfield, Essex ‏ في المملكة المتحدة. لعب مع لينكولن سيتي أف سي ونادي بارنسلي ونادي تشيلمسفورد ونادي فوكستون ونادي مارغيت.